# Маловисторопська сільська рада
Маловисторопська сільська́ ра́да — колишній орган місцевого самоврядування в Лебединському районі Сумської області. Адміністративний центр — село Малий Вистороп.

## Загальні відомості
- Населення ради: 1 733 особи (станом на 2001 рік)

## Населені пункти
Сільській раді підпорядковані населені пункти:
- с. Малий Вистороп
- с-ще Залізничне

## Склад ради
Рада складалася з 16 депутатів та голови.
- Голова ради: Ромасенко Микола Іванович
- Секретар ради: Редько Людмила Володимирівна

### Керівний склад попередніх скликань
| Прізвище, ім'я, по батькові | Основні відомості                                                 | Дата обрання | Дата звільнення |
| --------------------------- | ----------------------------------------------------------------- | ------------ | --------------- |
| Коваленко Іван Васильович   | Сільський голова, 1952 року народження, освіта вища, безпартійний | 26.03.2006   | 31.10.2010      |
| Коваленко Іван Васильович   | Сільський голова, 1952 року народження, освіта вища, безпартійний | 31.10.2010   | 02.06.2013      |
| Ромасенко Микола Іванович   | Сільський голова, 1963 року народження, освіта вища, безпартійний | 02.06.2013   |                 |

Примітка: таблиця складена за даними сайту Верховної Ради України